# Black Rivers Flow
 (mai 2017).
Si vous disposez d'ouvrages ou d'articles de référence ou si vous connaissez des sites web de qualité traitant du thème abordé ici, merci de compléter l'article en donnant les références utiles à sa vérifiabilité et en les liant à la section « Notes et références ».
Albums de Lazarus A.D.
The Onslaught
(2007)
Black Rivers Flow est le second album studio du groupe de thrash metal américain Lazarus A.D., sorti le 1er février 2011.
Le single principal de l'album, The Ultimate Sacrifice, atteint le Sirius Satellite's Liquid Metal,.

## Liste des titres
Toutes les paroles sont écrites par Jeff Paulick, Dan Gapen, toute la musique est composée par Lazarus A.D..
| 1.    | American Dreams             | 4:53 |
| 2.    | The Ultimate Sacrifice      | 4:53 |
| 3.    | The Strong Prevail          | 3:04 |
| 4.    | Black Rivers Flow           | 4:52 |
| 5.    | Casting Forward             | 3:56 |
| 6.    | Light a City (Up in Smoke)  | 3:49 |
| 7.    | Through Your Eyes           | 4:09 |
| 8.    | Beneath the Waves of Hatred | 5:04 |
| 9.    | Eternal Vengeance           | 7:03 |
| 41:43 |                             |      |

| 10. | China Groove |  |

| Titre bonus - Édition iTunes | Titre bonus - Édition iTunes | Titre bonus - Édition iTunes | Titre bonus - Édition iTunes | Titre bonus - Édition iTunes | Titre bonus - Édition iTunes | Titre bonus - Édition iTunes | Titre bonus - Édition iTunes | Titre bonus - Édition iTunes | Titre bonus - Édition iTunes |
| No                           | Titre                        | Durée                        |                              |                              |                              |                              |                              |                              |                              |
| ---------------------------- | ---------------------------- | ---------------------------- | ---------------------------- | ---------------------------- | ---------------------------- | ---------------------------- | ---------------------------- | ---------------------------- | ---------------------------- |
| 10.                          | Up On Stage                  | 4:53                         |                              |                              |                              |                              |                              |                              |                              |
| 46:36                        |                              |                              |                              |                              |                              |                              |                              |                              |                              |

## Crédits

### Membres du groupe
- Jeff Paulick : chant (principal), basse
- Dan Gapen : guitare solo, chant
- Alex Lackner : guitare rythmique
- Ryan Shutler : batterie

### Équipes technique et production
- Production : Lazarus A.D., Chris Wisco
- Enregistrement, ingénierie : Chris Wisco
- Mastering, mixage : James Murphy
- Direction artistique : Chris Miske, Clay Cook
- Photographie : Stephen Jensen